# S1m0ne
Simone (comercialmente estilizado como S1m0ne) es una película estadounidense de comedia y ciencia ficción del año 2002 escrita, producida y dirigida por Andrew Niccol y con actuación principal de Al Pacino.

## Sinopsis
Cuando Nicola (Winona Ryder), una egocéntrica e inmadura actriz y la  estrella principal de la nueva película del director Viktor Taransky (Al Pacino), renuncia al film tras hacer una rabieta, Taransky se ve obligado a encontrar a una sustituta o dejar de trabajar para siempre. Por desgracia, ninguna actriz quiere actuar para él. 
Viktor recibe de un informático lunático y gran admirador, Hank Aleno (Elias Koteas), un nuevo programa de ordenador en un disco duro. Viktor utiliza el programa como un último, desesperado intento de terminar la película. El programa le permite reproducir toda clase de efectos, pero, sobre todo, a una mujer virtual que se convierte en la protagonista de su película. Viktor da origen a una actriz denominada "Simone", un nombre derivado del nombre del programa de ordenador, SIMulation ONE. 
Incorporada a la perfección en la película, Simone (Rachel Roberts) ofrece un fantástico rendimiento y por fin Viktor tiene a su disposición lo que siempre ha soñado: una actriz que interpreta el personaje tal como él lo imagina, no pone inconvenientes y acepta totalmente su visión del proyecto. El estudio, y pronto el mundo, empieza a preguntar "¿Quién es Simone?". 
La película es un gran éxito, y Viktor la muestra como si fuera una persona real, ante los demás actores y encargados de filmación jamás se muestra ya que Viktor justifica explicando que parte de su técnica actoral es grabar en solitario y después agregar sus escenas en la etapa de edición. Fuera del set le hace hablar por teléfono, responder a entrevistas, crea montajes de ella hospedándose en hoteles, pero pronto se hace difícil de mantener. Dos personas le persiguen obstinadamente y lo obligan a mostrar a Simone "en vivo" después de descubrir que, durante una entrevista, Viktor ha utilizado de fondo una fotografía de archivo y que "Simone" no estaba en ese sitio. Simone asciende a alturas aún mayores, cuando se convierte en la ganadora de un premio de la Academia a la Mejor Actriz.
Después de un tiempo, Viktor decide destruirla, desprestigiándola. Él realiza una película con su estrella sobre la zoofilia, con la esperanza de que el público sienta repulsión y prepara una entrevista en la que Simone aparece fumando ebria, desarreglada, haciendo comentarios negativos sobre los animales, los inmigrantes entre otros. Sin embargo, el público sigue amando su trabajo. De pronto Viktor se da cuenta de que para todos él es irrelevante y no dan crédito a su trabajo adjudicando toda la genialidad a Simone, esto sumado al hecho que mucha gente intenta ubicarla para deshacerse de él y poder representar a Simone e inclusive su exesposa cuando intenta confesarle la verdad piensa que Simone lo hizo lo que es. A raíz de esto, luego de visitar la tumba de Hank, quien falleció poco después de conocerse, tiene la idea de matarla. 
A continuación, Viktor desinstala el programa e introduce los discos del software en un baúl, lo sube a una lancha y lo arroja al mar. Durante el funeral de "Simone", la policía viene y abre el ataúd donde sólo hay una Simone de cartel. Viktor es conducido a la comisaría y se muestra un vídeo de cámaras de seguridad donde él aparece echando el baúl dentro del barco. Así que es detenido por asesinato al suponerse que el baúl contiene el cuerpo de Simone. En su defensa admite que Simone era sólo un programa de ordenador y que el baúl contiene solo los discos del programa, pero todo el mundo está tan dolido por la pérdida de su ídolo que nadie le cree y prefieren culparlo para desquitarse.
Mientras tanto, la exesposa y la hija de Viktor entran en su estudio y cuando la muchacha revisa el ordenador de su padre descubre rastros del programa y logra restaurarlo gracias a que no había sido desinstalado correctamente; así se dan cuenta de que la actriz realmente es sólo una simulación. Ambas logran que Simone "reviva" y simulan pruebas que confirman que está a salvo por lo que Viktor es liberado. La película finaliza con la celebración de Viktor y Simone en una entrevista presentando a su "bebé recién nacido" (también creado por simulación), explicando que deseaba retirarse para dar a luz lejos del acoso de los fanes y la prensa y que todo lo que Viktor vivió y sufrió se debía a su deseo de protegerla y darle el tiempo necesario para cuidar su salud.
Antes de los créditos finales, se ve a Viktor creando falsas imágenes de Simone, en un supermercado, que uno de sus perseguidores ve.

## Reparto
- Al Pacino - Viktor Taransky
- Catherine Keener - Elaine Christian
- Evan Rachel Wood - Lainey Christian
- Rachel Roberts - Simone
- Winona Ryder - Nicola Anders
- Jay Mohr - Hal Sinclair
- Pruitt Taylor Vince - Max Sayer
- Jason Schwartzman - Milton
- Elias Koteas - Hank Aleno